# شیرونه، نیگاتا
شیرونه، نیگاتا (به لاتین: Shirone, Niigata) یک منطقهٔ مسکونی در ژاپن است که در Hokuriku region واقع شده‌است. شیرونه ۳۹٬۷۳۷ نفر جمعیت دارد.